# Sulcorbitoides
Rhabdorbitoides es un género de foraminífero bentónico de la subfamilia Pseudorbitoidinae, de la familia Pseudorbitoididae, de la superfamilia Rotalioidea, del suborden Rotaliina y del orden Rotaliida. Su especie tipo es Sulcorbitoides pardoi. Su rango cronoestratigráfico abarca el Campaniense (Cretácico superior).

## Clasificación
Rhabdorbitoides incluye a la siguiente especie:
- Sulcorbitoides pardoi †